# Marmellar de Arriba
Marmellar de Arriba es la denominación de un antiguo municipio, código INE-, corresponde tanto a una localidad como a una Entidad Local Menor, en Castilla la Vieja, hoy comunidad autónoma de Castilla y León, provincia de Burgos (España). Está situada en la comarca de Alfoz de Burgos y en la actualidad depende del Ayuntamiento de Alfoz de Quintanadueñas.

## Superficie
El antiguo municipio tenía una extensión superficial de 880 hectáreas.

## Demografía
| Gráfica de evolución demográfica de Marmellar de Arriba entre 1842 y 1970 |
| |
| Población de derecho según los censos de población del INE Población de hecho según los censos de población del INEEntre el censo de 1981 y el anterior, este municipio desaparece porque se agrupa en el municipio Alfoz de Quintanadueñas. |

A fecha de 1 de enero de 2012 contaba con una población de 26 habitantes.

## Situación
En el valle formado por el arroyo Carramarmellar, afluente del río Úrbel, atravesando Marmellar de Abajo y Villarmentero, cerca de la carretera BU-622. Dista 6 km de la capital del municipio, Quintanadueñas, y 15 km de Burgos.

## Topónimo
El origen del nombre de Marmellar
es el mismo de los antiguos tops. portg. Marmelar (siglo XIII) y Marmelal (1265), que aluden al árbol membrillo < latín MELĬMĒLLUM, muy apreciado por sus frutas durante el Medioevo.
Marmellar de Arriba aparece documentado en 950 según Gonzalo Martínez Díez como Malmellare, confirmando así su filiación en *MELĬMĒLLUM < MELĬMĒLUM ‘[fruta melosa], membrillo’. Cabe citar también el nombre del despoblado, también burgalés, de Marmellar, documentado con idéntica forma en 1011.

## Historia

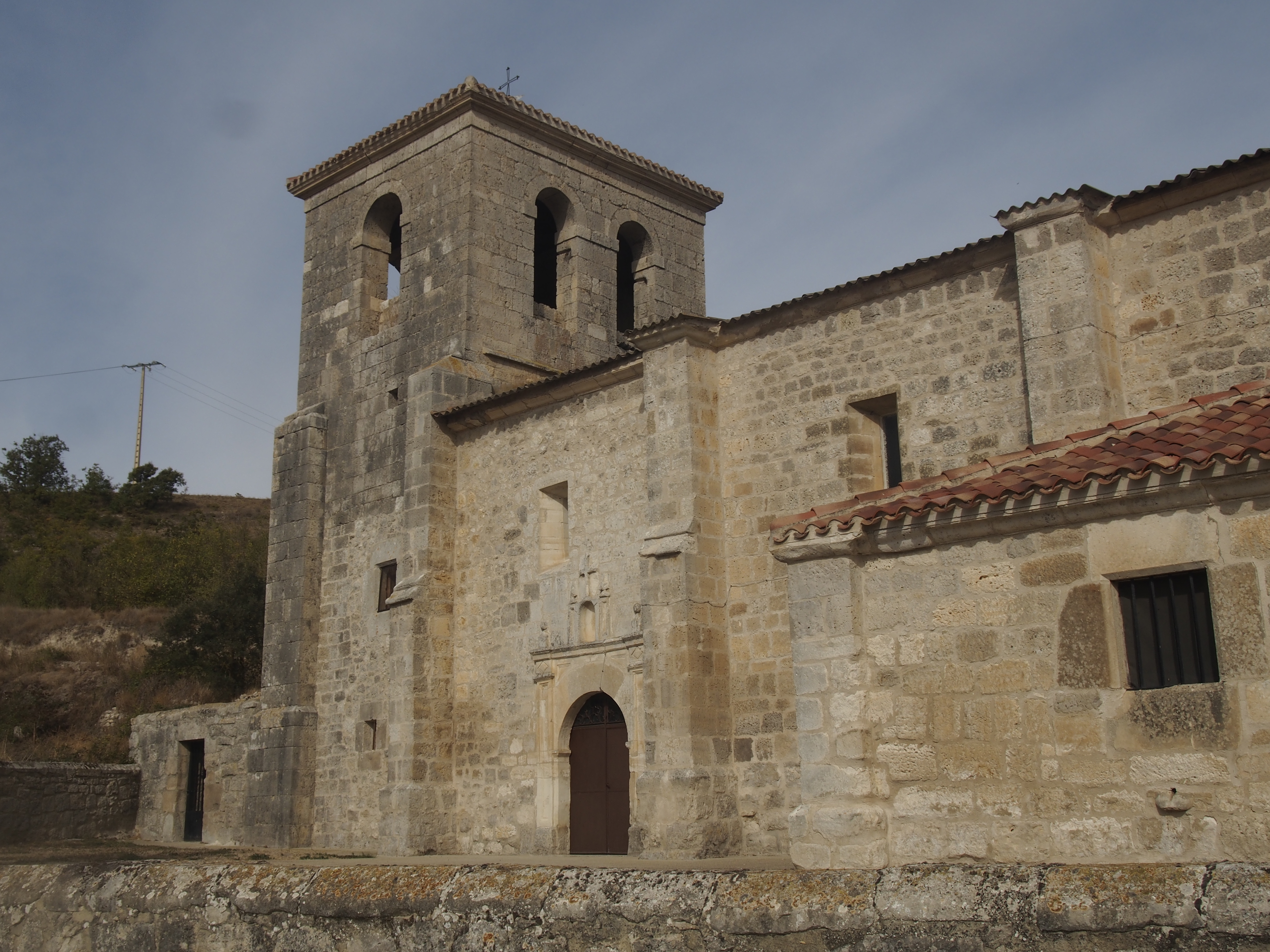
Iglesia de Marmellar.

Lugar que formaba parte del Alfoz y Jurisdicción de Burgos en el partido de Burgos, uno de los catorce que formaban la Intendencia de Burgos durante el periodo comprendido entre 1785 y 1833, tal como se recoge en el Censo de Floridablanca de 1787. Tenía jurisdicción de abadengo, dependiente del Hospital del Rey, con alcalde pedáneo.